# Hoplopleura biseriata
Hoplopleura biseriata är en insektsart som beskrevs av Ferris 1921. Hoplopleura biseriata ingår i släktet Hoplopleura och familjen gnagarlöss. Inga underarter finns listade i Catalogue of Life.